# Dryopteris lacera
Dryopteris lacera är en träjonväxtart som först beskrevs av Carl Peter Thunberg och som fick sitt nu gällande namn av Otto Kuntze. 
Dryopteris lacera ingår i släktet Dryopteris och familjen Dryopteridaceae. Inga underarter finns listade i Catalogue of Life.